# Lorena Ermocida
Lorena Ermocida, argentinska plesalka tanga.
Lorena je znana plesalka argentinskega tanga. Tango je začela plesati leta 1989. Od leta 1997 pleše s soplesalcem Osvaldom Zotto s katerim nastopata in poučujeta na festivalih tanga po vsem svetu. Med drugim sta nastopila tudi za egiptovskega predsednika in špansko kraljico. Njun plesni slog se odraža skozi natančnost giba, eleganco in prefinjeno čutnost.